# Feldbahn Brotterode–Wernshausen
| Streckenlänge: | 11,47 km            |                                      |       |
| Spurweite: | 600 mm (Schmalspur) |                                      |       |
| Maximale Neigung: | 80 ‰                |                                      |       |
| Minimaler Radius: | 30 m                |                                      |       |
| Streckengeschwindigkeit: | 12 km/h             |                                      |       |
| |                     |                                      |       |
| \| \| 0,00 \| Brotterode \| 553 m \| \| \| 2,00 \| km 2 \| 480 m \| \| \| 4,00 \| km 4 \| 393 m \| \| \| 4,80 \| Wasserfall, Ittershagen \| 357 m \| \| \| 5,50 \| Herges-Vogtei \| 330 m \| \| \| 8,00 \| Wahles \| 290 m \| \| \| \| Truse \| \| \| \| 11,50 \| Oelmühle \| 260 m \| \| \| \| Werra \| \| \| \| \| \| \| \| \| 14,47 \| Wernshausen (Übergang zur Werrabahn) \| 256 m \| |                     |                                      |       |
| Kopfbahnhof Streckenanfang (Strecke außer Betrieb) | 0,00                | Brotterode                           | 553 m |
| Haltepunkt / Haltestelle (Strecke außer Betrieb) | 2,00                | km 2                                 | 480 m |
| Haltepunkt / Haltestelle (Strecke außer Betrieb) | 4,00                | km 4                                 | 393 m |
| Haltepunkt / Haltestelle (Strecke außer Betrieb) | 4,80                | Wasserfall, Ittershagen              | 357 m |
| Bahnhof (Strecke außer Betrieb) | 5,50                | Herges-Vogtei                        | 330 m |
| Haltepunkt / Haltestelle (Strecke außer Betrieb) | 8,00                | Wahles                               | 290 m |
| Brücke über Wasserlauf (Strecke außer Betrieb) |                     | Truse                                | Truse |
| Haltepunkt / Haltestelle (Strecke außer Betrieb) | 11,50               | Oelmühle                             | 260 m |
| Brücke über Wasserlauf (Strecke außer Betrieb) |                     | Werra                                | Werra |
| |                     |                                      |       |
| Kopfbahnhof Streckenende (Strecke außer Betrieb) | 14,47               | Wernshausen (Übergang zur Werrabahn) | 256 m |

Die Feldbahn Brotterode–Wernshausen war eine 600-mm-Heeresfeldbahn, die zwischen Sommer 1896 und Frühjahr 1897 betrieben wurde, um den Wiederaufbau des im Juli 1895 abgebrannten Brotterode zu unterstützen. Die Bahn war mit einer maximalen Neigung von 80 ‰ die steilste jemals im öffentlichen Verkehr betriebene Adhäsionsbahn Deutschlands.

## Geschichte
Zu Beginn der 1890er-Jahre wünschte sich das Trusetal einen Bahnanschluss zur Verbesserung der Verkehrsverhältnisse, da sich trotz hoher Bevölkerungsdichte und zahlreicher Rohstoffvorkommen kein wirtschaftlicher Aufschwung entwickelte. Dabei wurde eine Schmalspurbahn bevorzugt, da eine Normalspurbahn aufgrund der Geländeverhältnisse nicht realisierbar erschien. 1893 erarbeitete die Firma Lenz & Co. ein Projekt für eine Meterspurbahn, ausgehend von Wernshausen oder Niederschmalkalden über Fambach, Trusen und Auwallenburg nach Brotterode. Das Vorhaben scheiterte jedoch, weil die für den Bahnbau nötige Summe von 1,1 Mio Mark nicht aufzutreiben waren.
Als am 10. Juli 1895 Brotterode fast völlig abbrannte, wurde erneut ein Eisenbahnanschluss für den Wiederaufbau des Ortes gefordert, da die umliegenden Straßen durch den starken Verkehr und das nasse Herbstwetter bald völlig unbrauchbar waren. Erst war eine Verlängerung der Bahnstrecke Schmalkalden–Kleinschmalkalden bis nach Brotterode angedacht, deren Umsetzung aber erst 1898 erfolgte. Zunächst favorisierte man eine durch die Preußische Eisenbahn-Brigade schnell zu errichtende Feldbahn.
Am 4. Dezember 1895 kam die Zustimmung zu diesem Projekt, da man sich im Kriegsministerium in Berlin vom Feldbahnbau einen großen Nutzen hinsichtlich der Praxiserfahrung der Eisenbahnpioniere versprach. Erste Untersuchungen zeigten vier mögliche Varianten, die entweder von Breitungen, Kleinschmalkalden, Liebenstein oder Wernshausen nach Brotterode führen sollten. Zwar lag Wernshausen am weitesten entfernt, diese Variante bot aber die besten topografischen Voraussetzungen für einen schnellen Bahnbau, sodass die Variante Wernshausen–Brotterode genehmigt wurde.

### Bau und Eröffnung
Bereits im Januar 1896 reisten die ersten Militärs des Eisenbahn-Regiments Nr. 1 der Eisenbahn-Brigade zu Vorarbeiten an. Nachdem im März insgesamt etwa weitere 380 Mann aus Berlin anreisten, begann der Bahnbau. Er konnte recht schnell beendet werden, sodass die Strecke und die Gebäude Anfang Mai fertiggestellt waren. Am 9. Mai 1896 fand die feierliche Eröffnung der in nur zwei Monaten erbauten Bahnstrecke statt, Personenverkehr fand aber zunächst nicht statt.

### Betrieb
In den ersten Betriebswochen war die Bahn sehr gut ausgelastet. Aufgrund des hohen Verkehrsaufkommens mussten sogar weitere Wagen aus Berlin angefordert werden, doch bereits im Juni 1896 ließen die Beförderungszahlen nach. Nachdem Pfingsten 1896 bereits Personenverkehr durchgeführt wurde, wurde auf der Feldbahn am 15. Juni 1896 der reguläre Personenverkehr eröffnet.
Ursprünglich war die Betriebseinstellung für den 30. September 1896 vorgesehen. Da ein Großteil der Militärs aber bereits am 23. September zur Reserve entlassen wurde, beendete man den Güterverkehr bereits am 22. September, da man für nur eine Betriebswoche nicht noch extra Militärs aus Berlin anreisen lassen wollte. Einige verbliebene Militärs führten noch bis zum 30. September 1896 den Personenverkehr durch. Zunächst beabsichtigte man, die Feldbahn noch vor dem Winter 1896 / 1897 abzubauen. Da in Brotterode aber noch ca. 100 Gebäude und die Kirche wiederaufgebaut werden sollten, fragte der Brotteroder die Heeresfeldbahnleitung erfolgreich über eine nochmalige Betriebsaufnahme im Sommer 1897 an.
Vom 5. April 1897 wurde der Betrieb wieder aufgenommen. Da die Beförderungserlöse aber nicht einmal für die Deckung der laufenden Betriebskosten ausreichten, war die Heeresfeldbahnleitung bestrebt, die Bahn so schnell wie möglich stillzulegen. Ursprünglich war die Betriebseinstellung  für den 31. Mai vorgesehen. Die Gemeinde Brotterode konnte allerdings die Heeresfeldbahnleitung bewegen, den Betrieb bis zum 15. Juni 1897 aufrechtzuerhalten.

### Transportaufkommen
Die Feldbahn hat rund 14000 t befördert, d. h. etwa 2800 vollbeladene Wagen. Die Feldbahn wurde vom 11. Mai 1896 bis 22. September 1896 an 114 Betriebstagen betrieben und transportierte im Durchschnitt 25 Waggons pro Tag. Dazu kamen rund 200 t Stückgut. Der Feldbahnbetreiber nahm etwa 31000 Mk ein, wovon 28000 Mk auf Wagenladungen, und rund 3000 Mk für Stückgut entfielen (Wagenladung: 10 Pfg. pro Zentner, Stückgut 15 Pfg. pro Zentner).

### Weitere Geschichte
Bereits im August 1896 wollte der Landkreis Schmalkalden die Feldbahn kaufen, doch schien der Preis der Eisenbahn mit ca. 217.000 Mark für den Oberbau samt Brücken sowie die sonstigen Betriebsmittel als zu hoch, sodass sich das Vorhaben zerschlug.
Ein Großteil der Trasse von Herges-Vogtei bis Wernshausen nutzte später die Trusebahn, die von 1899 bis 1968 betrieben wurde. Im Gegensatz zur Feldbahn war sie aber mit 750 mm Spurweite errichtet worden.

## Lokomotiveinsatz
Eingesetzt wurden Heeresfeldbahnlokomotiven der Bauart „Zwilling“. Kam nur eine Lok der zwei gegeneinander gekuppelten Doppellokomotiven zum Einsatz, was nur selten vorkam, nannte man dies einen „Illing“. Nach dem Einsatz kam das gesamte Material wieder in das Heeresfeldbahndepot und gelangte dann teilweise wieder in Deutsch-Südwestafrika, dem heutigen Namibia, zum Einsatz.